# Tereza Mašková
Tereza Anna Mašková (ur. 11 kwietnia 1996 w Trzyńcu) – czeska piosenkarka i laureatka piątej serii konkursu czesko-słowackiego SuperStar.

## Życiorys
Uczestniczyła również w piątej serii konkursu Tvoje tvář má známý hlas, u boku Jitki Schneiderovéj czy Patrika Děrgela, gdzie odtworzyła piosenkarkę Rihannę, Karela Gotta, Pink lub rapera 50 Centa. Zajęła w tymże konkursie 4. miejsce.
Wcześniej brała udział w konkursie Czech Slovakia Talent 2010 i WCOPA 2014 w Los Angeles [źródło?], gdzie zdobyła 1. miejsce w kategorii musicale.
W listopadzie 2018 roku wydała tytułowy album, a 17 listopada towarzyszył jej singiel New Me.
16 czerwca 2019 roku wydała swój drugi debiutancki singiel, Žár, w którym po raz pierwszy pojawiła się z krótkimi włosami.
13 października 2019 r. ukazał się jej trzeci debiutancki singiel About Us Two, skomponowany przez No Name wraz z aktorką Janą Kolesárovą.